# Eso Peluzzi
Eso Luigi Peluzzi (Cairo Montenotte, 7 gennaio 1894 – Monchiero, 17 maggio 1985) è stato un pittore italiano della corrente divisionista. Era zio del pittore Claudio Bonichi.

## Biografia
Suo padre Giuseppe Luigi Peluzzi era uno stimatissimo liutaio, mentre sua madre Placidia Rodino era una fotografa professionista. Studia all'Accademia Albertina di Torino allievo di Paolo Gaidano e Giacomo Grosso. Nel 1919 si trasferisce alla frazione di Santuario di Savona.
Nel 1922 esordisce con una mostra personale alla Società Promotrice di Belle Arti di Torino e nel 1923 partecipa alla VII Esposizione autunnale d'arte di Como.
A partire dagli anni 20, Peluzzi soggiorna spesso a Montechiaro d'Acqui (Alessandria), dove trova ispirazione per ritratti di personaggi del luogo e vedute panoramiche, spesso riadattando la realtà alla sua fantasia. Alcuni suoi disegni, tra l'altro, sono stati in tempi recenti presi a modello dagli amministratori di Montechiaro per la creazione di nuovi arredi urbani.
Dal 1926 al 1948 partecipa alle Biennali veneziane, alle Quadriennali a Roma, ha partecipato inoltre alle mostre italiane di Baltimora, Berlino, Amburgo, Vienna, Lipsia, Budapest, Parigi.
Sue opere figurano alla Galleria d'arte moderna di Genova, Firenze, Torino, Roma, e nei musei di Belgrado e Budapest.
Tra il 1936 e il 1938 lavorò alle pareti della sala consiliare del comune di Savona, dove con il pittore Mario Gambetta (Roma 4 gennaio 1886 - Albissola Marina 28 marzo 1968), dipinse alcuni affreschi raffiguranti la storia della città.
È scomparso nel 1985 all'età di 91 anni.
Come ricompensa postuma dell'enorme affetto nutrito dall'artista per la città di Savona, ricevette dalle autorità municipali la cittadinanza onoraria nel 1971. Nel 2008 a Savona viene inaugurata una sala espositiva permanente a lui dedicata all'interno dell'Antico Ospizio del Santuario, località nella quale l'artista aveva soggiornato per alcuni anni. La sala oggi fa parte del Museo del Santuario.
È sepolto a Monchiero.